# Elsbethen
Elsbethen es un municipio del distrito de Salzburg-Umgebung, en el estado de Salzburgo, Austria, con una población estimada a principio del año 2018 de 5424 habitantes. 
Se encuentra ubicado al norte del estado, cerca de la ciudad de Salzburgo —la capital del estado— y de la frontera con el estado de Alta Austria y Alemania. La localidad está atravesada por el río Salzach.

## Localidades
El municipio comprende las siguientes localidades (población a 1 de enero de 2018):
- Elsbethen (2587)
- Gfalls (82)
- Glasenbach (1605)
- Haslach (442)
- Hinterwinkl (94)
- Höhenwald (78)
- Oberwinkl (149)
- Vorderfager (161)
- Zieglau (226)